# إيلمر بونسيانو
إيلمر رامون بونسيانو بريغو (بالإنجليزية: Élmer Ramón Ponciano Priego)‏ (مواليد 28 يونيو 1978 في غواتيمالا) لاعب كرة قدم غواتيمالي دولي يجيد اللعب في خط الدفاع . يلعب حاليا لصالح نادي يونيفيرسيداد دي سان كارلوس الغواتيمالي من سنة 2010 .

## روابط خارجية
- إيلمر بونسيانو على موقع الاتحاد الدولي (مؤرشف)  (الإنجليزية)
- إيلمر بونسيانو على موقع قاعدة بيانات كرة القدم.إي يو (الإنجليزية)
- إيلمر بونسيانو على موقع ناشيونال فوتبول تيمز (الإنجليزية)